# Dopo la felicità
Dopo la felicità (За счастьем, Za sčast'em) è un film del 1917 diretto da Evgenij Bauėr.